# نيكولاس سينزيمبا
نيكولاس سينزيمبا (بالفرنسية: Nicolas Senzemba)‏ (25 مارس 1996 بشامبيني سور مارن في فرنسا - ) هو لاعب كرة قدم فرنسي في مركز الدفاع. شارك مع منتخب فرنسا تحت 16 سنة لكرة القدم ومنتخب فرنسا تحت 17 سنة لكرة القدم ومنتخب فرنسا تحت 19 سنة لكرة القدم. أما مع النوادي، فقد لعب مع نادي سوشو.

## وصلات خارجية
- نيكولاس سينزيمبا على موقع قاعدة بيانات كرة القدم.إي يو (الإنجليزية)
- نيكولاس سينزيمبا على موقع Soccerway.com (الإنجليزية)